# Paramarbla teroensis
Paramarbla teroensis är en fjärilsart som beskrevs av Collenette 1937. Paramarbla teroensis ingår i släktet Paramarbla och familjen tofsspinnare. Inga underarter finns listade i Catalogue of Life.